# Екземплярський Яків Ілліч
Яків Ілліч Екземплярський (1862, Київ — 1929, Париж) — український громадсько-політичний діяч. Заступник голови Української національної ради в Парижі. Українець. Генеральний консул Російської імперії в Парижі (Франція).

## Життєпис
Народився 22 жовтня 1862 року в місті Київ. Навчався в Київській 1-й гімназії. Колегію закінчив в 1880 р. (6 вип.). Вищу освіту отримав на історико-філологічному і юридичному факультетах Київського університету. Працював чиновником з особливих доручень при Міністерстві внутрішніх справ. Дипломат, перед Першою світовою війною і під час війни — консул у Львові й Парижі.
У серпні 1918 року став одним із організаторів «Української національної ради» у Франції, яку очолив український історик Федір Савченко. Яків Екземплярський виконував функції першого заступника голови УНРади. За твердженням Ілька Борщака — «блискучий український патріот».
У 1911 році переклав французькою мовою і підготував до друку «Нарис історії українського народу» Михайла Грушевського (Петербург, 1904). Щоправда до видання справа не дійшла.

## Сім'я
- Батько — Екземплярський Ілля Тихонович (11.08.1836 — 15.11.1905, Варшава), єпископ Чернігівський Ієронім (1885—1890), вікарій Київської єпархії (1890—1898), архієпископ Варшавський (1898—1905).
- Брат — Екземплярський Іван Ілліч (30.03.1868, Київ — 08.08.1902, Київ) — український правознавець
- Брат — Екземплярський Василь Ілліч (11.01.1875, Київ — 03.07.1933, Київ) — український богослов та релігійний філософ, релігійно-церковний діяч.